# 瀧里站

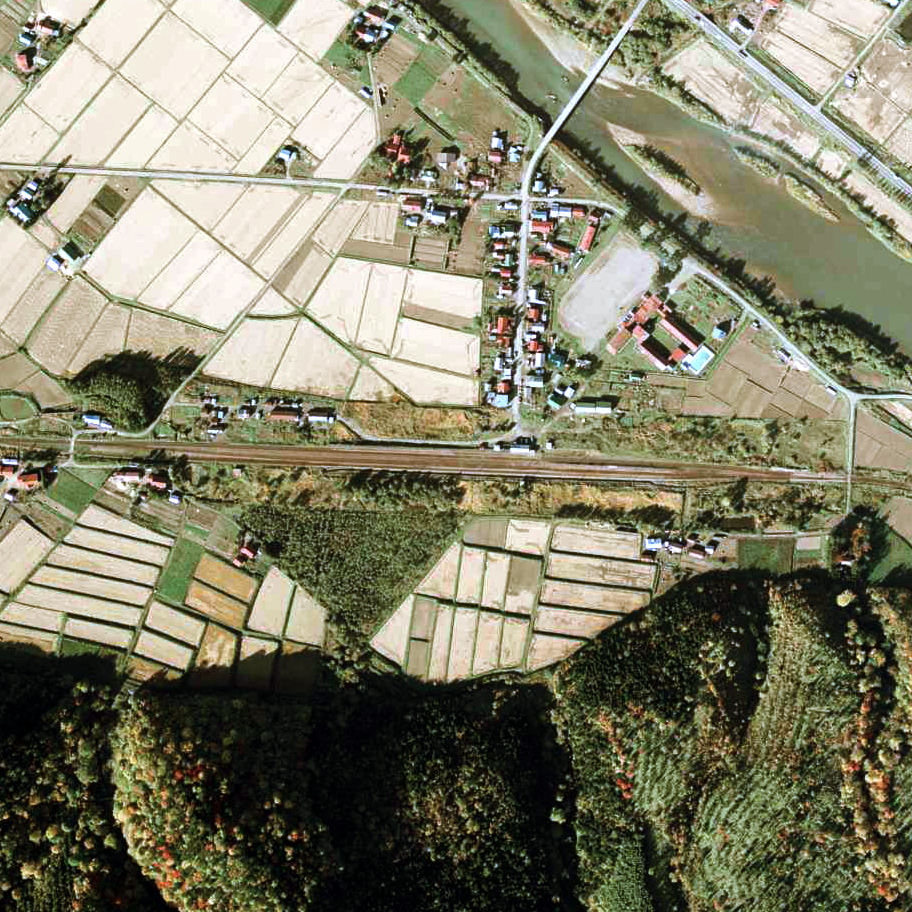
1977年瀧里站與周邊約750米範圍。右邊是富良野方向。

瀧里站（日语：／ Takisato eki */?）是位於北海道蘆別市瀧里町，北海道旅客鐵道（JR北海道）根室本線的鐵路車站（廢站）。事務管理碼為▲130408。

## 歷史
隨著建設瀧里水壩，此站所在的位置被會被水淹沒，因此在野花南站至島之下站（後來經歷島之下信號場後被廢除）之間的路線改經瀧里隧道和島之下隧道。使位於舊線的此站在1991年（平成3年）10月22日被廢除。
- 1913年（大正2年）11月10日 - 鐵道院釧路本線（→根室本線）奔茂尻站（日语：／）啟用[1]。當時為一般車站[1]。
- 1946年（昭和21年）5月1日 -　改名為瀧里站[4][5]。
- 1949年（昭和24年）6月1日 - 由日本國有鐵道接管車站。
- 1961年（昭和36年）9月20日 - 結束貨運業務[1]。
- 1982年（昭和57年）5月30日 - 結束行李起卸業務[6]。同時成為無人車站[7]。
- 1987年（昭和62年）4月1日 - 因國鐵分割民營化，本站成為北海道旅客鐵道的車站[1]。
- 1991年（平成3年）10月22日 - 野花南至島之下之間使用新走線，位於舊線的此站被廢除[1][2]。

### 站名的由來
舊站名「奔茂尻」，是來自阿伊努語的「ポンモシㇼ（pon-mosir）」，意思是小·島。曾經在鄰近的空知川上有一座河島。車站改名後，新站名取自所在地的地名。而該名稱是取自車站位於空知大瀧的上流，現時建設水壩後變成下流。

## 車站構造
此站與鄰站野花南站和島之下站完全相同結構。此站原本設有2面3線的月台（千鳥式月台），當中包括靠近站舍和野花南的下行單式月台（1面1線），以及位於斜對面，靠近島之下的上行島式月台（1面1線）。但該島式月台只使用靠近站舍的一邊，在另一邊的是副本線。在站舍旁設有2條貨物起卸的路軌（沒有月台），當中1條後來變成引上線。
後來，隨著結束貨運業務和車站無人化，貨物專用的側線和副本線被撤走，不再連接本線。自此只剩下2面2線的單式月台。

## 現狀
現時車站遺址是在水壩湖（瀧里湖）湖底。

## 相鄰車站
資料截至車站廢除一刻。
北海道旅客鐵道
根室本線
野花南－瀧里－島之下

## 注腳
1. 1 2 3 4 5 6 7 8 9  石野哲 (编).  初版. JTB. 1998-10-01: 874. ISBN 978-4-533-02980-6 （日语）.
2. 1 2 3  “倉本聰の「北の国から1989」の舞台”. 北海道新聞 (北海道新聞社). (1991年10月12日)
3. 1 2  日本国有鉄道営業局総務課 (编). . 日本国有鉄道. 1966: 232  [2022-12-10]. doi:10.11501/1873236 （日语）.
4. ↑  大藏省印刷局 (编). . 官報 (國立國會圖書館數碼化收藏). 1946-04-30, (297)  [2024-04-10]. （原始内容存档于2023-01-02） （日语）.
5. 1 2   第1版. 札幌市: 日本国有鉄道北海道総局. 1973-3-25: 118. ASIN B000J9RBUY （日语）.
6. ↑  . 官報. 1982-05-28 （日语）.
7. ↑  . 鐵道公報（日语：鉄道公報） (日本國有鐵道總裁室文書課). 1982-05-28: 4 （日语）.
8. 1 2  山田秀三. . アイヌ語地名の研究　別巻 2. 浦安市: 草風館. 2018-11-30: 68. ISBN 978-4-88323-114-0 （日语）.

## 相關項目
- 日本鐵路車站列表 Ta

## 外部連結
- 國立國會圖書館近代數碼圖書館 [http://dl.ndl.go.jp/info:ndljp/pid/949459/30 「下富良野線建設概要」（鐵道院北海道建設事務所，大正2年發行）